# Sindrome di Hagemoser-Weinstein-Bresnick
La sindrome di Hagemoser-Weinstein-Bresnick è una malattia molto rara a trasmissione autosomica dominante descritta per la prima volta da K. Hagemoser et al. nel 1989, anche se una possibile forma recessiva della sindrome era già stata descritta nel 1969. È caratterizzata da una neuropatia ottica che evolve progressivamente in perdita dell'udito e neuropatia periferica. L'esordio della sindrome avviene precocemente durante l'infanzia, a differenza di altre malattie genetiche dal quadro clinico simile. La neuropatia ottica compare nel primo anno di vita e gli altri segni clinici si manifestano entro l'inizio dell'adolescenza.